# Mokrosuky
Mokrosuky är en ort i Tjeckien.   Den ligger i regionen Plzeň, i den västra delen av landet, 110 km sydväst om huvudstaden Prag. Mokrosuky ligger 528 meter över havet och antalet invånare är 137.
Terrängen runt Mokrosuky är kuperad åt sydväst, men åt nordost är den platt. Runt Mokrosuky är det ganska tätbefolkat, med 166 invånare per kvadratkilometer. Närmaste större samhälle är Klatovy, 17,7 km nordväst om Mokrosuky. Omgivningarna runt Mokrosuky är en mosaik av jordbruksmark och naturlig växtlighet.